# Abschlusspunkt Linientechnik

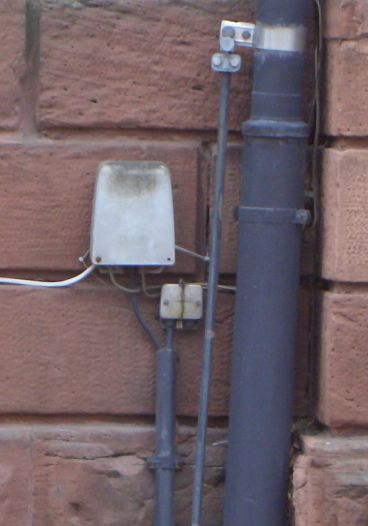
EVz (grauer Kasten) als APL

Als Abschlusspunkt Linientechnik (APL) oder „Hausverteiler für Telefonleitungen“ wird das Ende des Verzweigungskabels der Teilnehmeranschlussleitung innerhalb des Telefonnetzes bezeichnet.

## Details

Struktur des Teilnehmeranschlussnetzes

Am APL endet das vom Kabelverzweiger kommende Verzweigungskabel. Er ist die Schnittstelle zum Haus- oder Endleitungsnetz des Telefonkunden und befindet sich in der Regel im Hausanschlussraum. Lediglich bei Altinstallationen ist er noch häufig außen an der Hauswand vorzufinden. Vom APL führt im Allgemeinen ein Installationskabel an die 1. TAE. Die Versorgung eines Gebäudes kann von einem APL in einem Nebengebäude aus erfolgen, wenn das nach den örtlichen Gegebenheiten die wirtschaftlichste Lösung ist. Man spricht dann von einem Fremd-APL.

## Ausführung
Der APL wird je nach Gegebenheiten und Erfordernis am Montageort in verschiedenen Bauweisen ausgeführt, zum Beispiel als:
- Endverzweiger (EVz), die häufigste Ausführungsart eines APL
- Verbindungs- und Verteilungsdose (VVD)
- Anschlussleiste (AsLe)
Bei Kunden mit großen eigenen Hausinstallationen wird der APL häufig in Form einer Anschlussleiste in die vorhandene Verteileinrichtung eingebaut (siehe auch Strukturierte Verkabelung und Patchpanel).
- Trennleiste (Trle)
Einsatz wie bei der Anschlussleiste, jedoch kann bei Trennleisten durch Nutzung eines Trennsteckers das Haus- oder Endleitungsnetz von der Teilnehmeranschlussleitung für Prüfzwecke einfach und schnell abgetrennt werden. Als APL eingesetzte Trennleisten heißen im Fachjargon noch Posttrenneinrichtung (PTrE). Eine Posttrenneinrichtung war in der Zeit, als die Deutsche Bundespost noch das Monopol im Telekommunikationssektor hatte, als Trennstelle zwischen der „posteigenen“ Leitung und der privaten Einrichtung (zum Beispiel einer Telefonanlage) vorgeschrieben.